# Vilsbøl Plantage
Vilsbøl Plantage är en skog i Danmark. Den ligger i Region Nordjylland, i den nordvästra delen av landet. Vilsbøl Plantage ligger på ön Vendsyssel-Thy. Den ligger vid sjöarna  Vandet Sø och Nors Sø. Norr om skogen förekommer hed och på södra sidan jordbruksmark.